# Wattental
Het Wattental is klein zijdal van het Inndal in de gemeente Wattenberg in de Oostenrijkse deelstaat Tirol. Bij Wattens buigt het dal af vanuit het Unterinntal.
Het dal wordt doorstroomd door de rivier de Wattenbach, die zich diep in het kwartsfylliet van de Tuxer Alpen heeft gesneden. Aan het begin van het dal liggen de verspreide woonkernen van de plaatsen Wattenberg en Vögelsberg. Aan het einde van het dal ligt de Wattener Lizum, een militair oefenterrein van het Oostenrijkse leger.
Het Wattental staat bekend als recreatiegebied. Vanuit het dal kunnen de bergen Rotwandspitze, Hirzer en Hahneburger worden beklommen. De toegang tot het achterste deel van het dal is vanwege het militaire oefenterrein beperkt.